# Partit de l'Esquerra Europea
El Partit de l'Esquerra Europea (PEL per les seves sigles en anglès) és un partit polític europeu d'ideologia comunista, socialista democràtica i eurocomunista. El partit, fundat els dies 8 i 9 de maig de 2004 a la ciutat italiana de Roma, està presidit actualment per l'alemany Heinz Bierbaum i vicepresidit per l'espanyola Maite Mola, mentre que la suïssa Brigitte Berthouzoz és la tresorera.
El PDE/EDP és un dels 10 partits reconeguts per la Unió Europea (UE) i té 27 diputats en el Parlament Europeu, tots ells al grup de L'Esquerra en el Parlament Europeu, on també participen altres partits com l'espanyol Podem, membre de l'aliança Ara la Gent, i gran part dels partits de l'Aliança de l'Esquerra Verda Nòrdica.
Amb 42 partits repartits en 25 països d'Europa, formen part en la seva gran majoria del cinquè grup en nombre de representants de l'Assemblea Parlamentària del Consell d'Europa, amb 38 membres en el Grup de l'Esquerra Unida Europea, on també participen altres partits del Grup de L'Esquerra en el Parlament Europeu o de fora de la UE com el Partit Comunista de la Federació Russa.
El Partit de l'Esquerra Europea està compost per partits molt importants als seus països, com la Coalició de l'Esquerra Radical (Syriza) de Grècia, Esquerra Unida d'Espanya, La França Insubmisa o el Partit Progressista del Poble Treballador de Xipre, i d'altres més petits o extraparlamentaris com el Partit Comunista d'Àustria o el Partit de la Refundació Comunista d'Itàlia.

## Governança
El PEL opera com una associació internacional sense ànim de lucre segons la llei belga. Els estatuts del Partit de l'Esquerra Europea s'han modificat diverses vegades, sent la darrera versió l'aprovada el 30 de setembre de 2018 a la ciutat de Brussel·les.
L'organització interna del Partit de l'Esquerra Europea es compon de sis estaments estatutaris: el Congrés, l'Assemblea General, el Consell de Presidents, el consell executiu, la Presidència i la Secretaria Política. Aquests estaments han de funcionar de manera transparent i han de ser integrats per un 50% de dones, amb l'excepció del Consell de Presidents.

### Presidència
La Presidència és l'òrgan executiu del partit, amb les funcions d'un consell d'administració en qüestions legals, financeres i administratives. Els membres són nomenats per l'Assemblea General per un període de tres anys i es compon d'un president, un número no determinat de vicepresidents i un tresorer.

### Secretaria Política
La Secretaria Política duu a terme les decisions polítiques i de gestió dels òrgans del Partit de l'Esquerra Europea, amb les funcions d'un executiu en cap. Està dirigit per un coordinador i tots els membres són triats d'acord amb la proposta realitzada pel consell de presidents i del Consell Executiu.

### Consell Executiu
El Consell Executiu està format pels membres de la Presidència i altres membres elegits sobre la base d'una clau de distribució de dues persones de cada partit membre pel congrés amb una quota femenina del 50%. El Consell es reuneix almenys dues vegades l'any i, de manera extraordinària, arran de la sol·licitud d'un partit membre o qualsevol òrgan del partit.
El Comitè executiu executa les decisions sobre la base de les directrius del Congrés i de l'Assemblea General, d'acord amb el Consell de Presidents, així com altres funcions d'organització dels espais de participació, i adopció les normes que regulen el seu propi treball, així com les que regulen el treball de la secretaria. També és l'encarregat de crear els grups de treball permanents o temporals establerts pels òrgans del partit.

### Consell de Presidents
El Consell de Presidents està compost pels presidents de tots els partits membre, la presidència del Partit de l'Esquerra Europea i aquells presidents d'espais que decideixin convidar, i es reuneix una vegada l'any en sessió ordinària. El Consell té dret a iniciativa i dret d'oposició en qüestions polítiques que es considerin rellevants enfront del Consell Executiu, i és qui decideix l'entrada de nous partits al PEL.

### Assemblea General
L'Assemblea General està formada per membres del comitè executiu i els membres del consell de presidents. En convocar l'Assemblea, la junta executiva pot decidir incloure altres delegats dels partits membres, però s'ha de respectar el principi de representació igualitària de totes les parts. Aquesta reunió es fa una vegada l'any, amb l'excepció dels anys que es convoqui el Congrés.
L'Assemblea General té com a competències tècniques la modificació dels estatuts, el nomenament i destitució de membres dels òrgans executius, l'aprovació dels pressupostos, la dissolució del partit i l'expulsió d'un membre entre d'altres, i com a polítiques la determinació de les polítiques entre cada congrés, l'adopció del programa anual del partit, determinar la plataforma política i estratègia, així com debats polítics de rellevància.

### Congrés
El Congrés del Partit de l'Esquerra Europea està format per 12 delegats de cada partit, amb dret a veu i vot, així com a representants de les organitzacions observadores, membres dels òrgans executius i convidats, només amb dret a veu. El Congrés té tots els poders de l'Assemblea General a més d'escollir el president del partit, els vicepresidents (segons un principi de rotació) i el tresorer (a proposta del Consell Executiu), així com escollir a la Junta Executiva, formada per dos membres de cada partit, i escollir a un mínim de tres auditors. La seva celebració és cada tres anys en sessió ordinària i en sessió extraordinària, a petició d'un 25% dels delegats.

## Membres
El Partit de l'Esquerra Europea defineix als seus estatuts que l'associació no té un límit de membres, però si un mínim de tres, i diversos tipus de filiació de partits polítics: membres de ple dret, membres col·laboradors i membres socis. També existeixen els membres individuals, no afiliats a cap partit membre.

### Membres actuals
El Partit de l'Esquerra Europea en 2021 tenia 24 partits membres de ple dret de 21 estats de la Unió Europea i de 4 de la resta d'Europa.
| Estat      | Partit                               | Diputats | Eurodiputats (2021) |
| ---------- | ------------------------------------ | -------- | ------------------- |
| Àustria    | Partit Comunista d'Àustria           | 0 / 183  | 0 / 19              |
| Belarús    | Partit de l'Esquerra Belarús         | 0 / 110  | Fora de l'UE        |
| Bèlgica    | Partit Comunista Valònia-Brussel·les | 0 / 150  | 0 / 21              |
| Bulgària   | Esquerra Búlgara                     | 0 / 240  | 0 / 17              |
| Croàcia    | Front de Treballadors                | 0 / 151  | 0 / 12              |
| Txèquia    | L'Esquerra                           | 0 / 200  | 0 / 21              |
| Estònia    | Partit de l'Esquerra Unida           | 0 / 101  | 0 / 7               |
| Finlàndia  | Partit Comunista de Finlàndia        | 0 / 200  | 0 / 15              |
| França     | Partit Comunista Francès             | 8 / 577  | 0 / 81              |
| França     | Esquerra Republicana i Socialista    | 0 / 577  | 0 / 81              |
| Alemanya   | L'Esquerra                           | 28 / 736 | 3 / 96              |
| Grècia     | Coalició de l'Esquerra Radical       | 26 / 300 | 4 / 21              |
| Hongria    | Partit Obrer Hongarès 2006           | 0 / 199  | 0 / 21              |
| Itàlia     | Partit de la Refundació Comunista    | 0 / 400  | 0 / 76              |
| Luxemburg  | L'Esquerra                           | 2 / 60   | 0 / 6               |
| Moldàvia   | Partit dels Comunistes               | 8 / 101  | Fora de l'UE        |
| Romania    | Partit Socialista Romanès            | 0 / 330  | 0 / 33              |
| Eslovènia  | L'Esquerra                           | 5 / 90   | 0 / 9               |
| Espanya    | Esquerra Unida - EUiA                | 5 / 350  | 1 / 61              |
| Espanya    | Partit Comunista d'Espanya           | 7 / 350  | 1 / 61              |
| Suïssa     | Partit del Treball Suís              | 0 / 200  | Fora de l'UE        |
| Turquia    | Partit d'Esquerra                    | 0 / 600  | Fora de l'UE        |
| Regne Unit | Unitat d'Esquerra                    | 0 / 650  | Fora de l'UE        |

### Observadors
A més, formen part com a col·laboradors o socis del Partit de l'Esquerra Europea un total de 9 partits de 7 estats de la Unió Europea i de 2 de la resta d'Europa.
| Estat          | Partit                                    | Diputats | Eurodiputats |
| -------------- | ----------------------------------------- | -------- | ------------ |
| Bèlgica        | Moviment Demà                             | 0 / 150  | 0 / 21       |
| Xipre          | Partit Progressista del Poble Treballador | 15 / 56  | 1 / 6        |
| Xipre del Nord | Partit de Xipre Nou                       | 0 / 50   | Fora de l'UE |
| Xipre del Nord | Partit de Xipre Unit                      | 0 / 50   | Fora de l'UE |
| Txèquia        | Partit Comunista de Bohèmia i Moràvia     | 0 / 200  | 1 / 21       |
| Eslovàquia     | Partit Comunista d'Eslovàquia             | 0 / 150  | 0 / 14       |
| Espanya        | Sortu                                     | 1 / 23   | 1 / 59       |
| Itàlia         | Esquerra Italiana                         | 4 / 400  | 3 / 76       |
| Regne Unit     | Transformar                               | 0 / 632  | Fora de l'UE |

### Socis
Actualment hi ha vinculats 10 socis de 6 estats.
| Estat    | Partit                                 | Diputats | Eurodiputats |
| -------- | -------------------------------------- | -------- | ------------ |
| Àustria  | El Canvi                               | 0 / 183  | 0 / 19       |
| Àustria  | Enllaços                               | 0 / 183  | 0 / 19       |
| França   | Junts!                                 | 5 / 577  | 0 / 81       |
| França   | República i Socialisme                 | 0 / 577  | 0 / 81       |
| Alemanya | Esquerra Marxista                      | 0 / 736  | 0 / 96       |
| Hongria  | L'Esquerra - Partit Radical d'Esquerra | 0 / 199  | 0 / 21       |
| Hongria  | Sí Moviment Solidaritat per Hongria    | 0 / 199  | 0 / 21       |
| Sèrbia   | Solidarnost                            | 0 / 250  | Fora de l'UE |
| Escòcia  | Esquerra Democràtica Escocesa          | 0 / 129  | Fora de l'UE |

### Antics membres o col·laboradors
| Estat     | Partit                                      | Notes                                                      |
| --------- | ------------------------------------------- | ---------------------------------------------------------- |
| Hongria   | Partit Comunista Hongarès dels Treballadors | Va abandonar el partit el 2009.                            |
| França    | La França Insubmisa                         | Va abandonar el partit el 2018 i com a observador el 2024. |
| França    | Partit d'Esquerra                           | Va abandonar el partit l'1 de juliol de 2018.              |
| Alemanya  | Partit Comunista Alemany                    | Es va retirar com a observador el 2018                     |
| Dinamarca | Aliança Roja-Verda                          | Va abandonar el partit el 2024.                            |
| Portugal  | Bloc d'Esquerra                             | Va abandonar el partit el 22 de juny de 2024.              |
| Finlàndia | Aliança d'Esquerra                          | Va abandonar el partit el 2024.                            |